# 田谷町
田谷町（たやちょう）は神奈川県横浜市栄区の町名。丁番を持たない単独町名である。住居表示未実施。

## 地理
栄区の最西端に位置し、北東は栄区金井町、東は栄区長尾台町、南は鎌倉市玉縄、関谷、西から北にかけては戸塚区小雀町に接している。地形は中央部から北東部にかけてが平坦で、西は東海道付近を稜線とする台地に至る谷戸地、南は玉縄へつづく丘陵地となっている。
利用状況としては町の南部に県道原宿六浦線が通り、中央部には水田が広がる。栄インターチェンジ・ジャンクションが建設中となっており、完成後は風景が一変する。北東側は工業地帯となっており柏尾川に近い東部には光ケーブルなどの製造を行う住友電気工業横浜製作所、ニコン横浜製作所が設置されている。工業用地以外の地域全域が市街化調整区域であるため、地域内は農業用地が多く商業施設はまばらであるが、地域を南北に通るバス通り沿いには湯快爽快の日帰り入浴施設があるほか若干の商業施設が点在する。（かつて、大船ラドン温泉もあった)　また、西部の丘陵地には1876年に開校した横浜市立千秀小学校があり、地域中央部には丘陵地の端部に「田谷の洞窟」で知られる瑜伽洞がある。

### 字
亀ノ甲山、山王下、宮ノ前、角田、大海
、雲雀子、金子、鳥越、中ノ橋、小蓋山、上ノ台、榎坪、九ツ井、牛坂、坪入、株ケ下、芝後、十三塚、岩崎、相ノ田、谷ト、相ノ田谷、峯、堀ノ内、堤

## 歴史
かつては鎌倉郡田谷村であったが、1889年（明治22年）に金井・長尾台・小雀の各村の区域より長尾村が成立。1915年（大正4年）に長尾村のうち旧小雀村を除く部分が豊田村と合併。1939年（昭和14年）4月1日に横浜市戸塚区に編入され、戸塚区田谷町が新設された。1961年には住友電気工業が進出。1986年に、分区により栄区田谷町となり現在に至る。

### 地名の由来
元々は田屋（田の番小屋のある地）であったとされ、正安3年(1301年)に「相模国長尾郷田屋村」として記載がある。その後田谷に転じ、元禄7年(1694年)には「大田谷村・小田谷村」として記録に残っている。

## 世帯数と人口
2025年（令和7年）6月30日現在（横浜市発表）の世帯数と人口は以下の通りである。
| 町丁   | 世帯数  | 人口    |
| ------ | ------- | ------- |
| 田谷町 | 682世帯 | 1,365人 |

### 人口の変遷
国勢調査による人口の推移。
| 年                 | 人口  |
| ------------------ | ----- |
| 1995年（平成7年）  | 1,737 |
| 2000年（平成12年） | 1,618 |
| 2005年（平成17年） | 1,622 |
| 2010年（平成22年） | 1,593 |
| 2015年（平成27年） | 1,569 |
| 2020年（令和2年）  | 1,500 |

### 世帯数の変遷
国勢調査による世帯数の推移。
| 年                 | 世帯数 |
| ------------------ | ------ |
| 1995年（平成7年）  | 711    |
| 2000年（平成12年） | 677    |
| 2005年（平成17年） | 636    |
| 2010年（平成22年） | 600    |
| 2015年（平成27年） | 572    |
| 2020年（令和2年）  | 586    |

## 学区
市立小・中学校に通う場合、学区は以下の通りとなる（2024年11月時点）。
| 番地 | 小学校             | 中学校             |
| ---- | ------------------ | ------------------ |
| 全域 | 横浜市立千秀小学校 | 横浜市立大正中学校 |

## 事業所
2021年（令和3年）現在の経済センサス調査による事業所数と従業員数は以下の通りである。
| 町丁   | 事業所数 | 従業員数 |
| ------ | -------- | -------- |
| 田谷町 | 85事業所 | 2,057人  |

### 事業者数の変遷
経済センサスによる事業所数の推移。
| 年                 | 事業者数 |
| ------------------ | -------- |
| 2016年（平成28年） | 92       |
| 2021年（令和3年）  | 85       |

### 従業員数の変遷
経済センサスによる従業員数の推移。
| 年                 | 従業員数 |
| ------------------ | -------- |
| 2016年（平成28年） | 1,991    |
| 2021年（令和3年）  | 2,057    |

## 交通
地域内には鉄道はなく、鉄道へは地域内を通過するバスを利用して戸塚駅及び大船駅が利用される。かつては地域の南端をドリーム開発ドリームランド線が敷設されていたが駅は無く、廃止後に撤去されている。
横浜環状南線、横浜湘南道路、横浜藤沢線の道路が地区内で交差する計画となっており、栄インターチェンジ及び栄ジャンクション（いずれも仮称）が建設中である。

## 施設
- 横浜市立千秀小学校
- 住友電気工業 横浜製作所
- 栄警察署 田谷交番

## その他

### 日本郵便
- 郵便番号 : 244-0844[3]（集配局：戸塚郵便局[17]）

### 警察
町内の警察の管轄区域は以下の通りである。
| 番・番地等 | 警察署   | 交番・駐在所 |
| ---------- | -------- | ------------ |
| 全域       | 栄警察署 | 笠間交番     |